# Syllitus papuanus
Syllitus papuanus là một loài bọ cánh cứng trong họ Cerambycidae.